# حسام الخطيب
حسام الخطيب (1351- 1444 هـ/ 1932- 2022 م)، كاتب وناقد ولغوي ومترجم فلسطيني سوري، كان عضوًا في اللجنة التنفيذية لمنظمة التحرير الفلسطينية بين عامَي 1969 و1971، وعمل مستشارًا في رئاسة الدولة في سورية بين عامَي 1966 و1970، ثم معاونًا لوزير التعليم العالي. منحته وزارة الثقافة الفلسطينية جائزة الدولة التقديرية عن مُجمَل أعماله في عام 2015. وفاز بجائزة الملك فيصل العالمية في مجال الأدب العربي عام 2002، ونال وسام النهضة الأردُنِّي عام 1976. وهو والد الصحفية ديمة الخطيب.

## ولادته وتحصيله
وُلد حسام أمين عبد الله الخطيب في طبريا يوم الثلاثاء 5 المحرَّم 1351هـ الموافق 10 مايو (أيار) 1932م، وتلقى فيها علومه الابتدائية والمتوسطة، لجأت أسرته بعد نكبة 1948 إلى سوريا، وأكمل تعليمه في جامعة دمشق وحصل على إجازة اللغة العربية وآدابها سنة 1954، ودبلوم التربية سنة 1955، وإجازة في اللغة الإنجليزية من الجامعة نفسها سنة 1959.سافر إلى إنجلترا ليكمل دراسته في جامعة كامبردج وحصل على الدكتوراه في الأدب المقارن سنة 1969.

الرئيس الفلسطيني محمود عباس يكرِّم حسام الخطيب

## المسيرة المهنية
في ندوة نظمتها هيئة أبو ظبي للثقافة والتراث للخبير اللغوي والثقافي ومشرف مركز الترجمة بوزارة الثقافة والفنون والتراث بقطر الدكتور حسام الخطيب، تحت عنوان «اللغة العربية بين المعاجم الورقية والمعاجم الإلكترونية»، في أكتوبر 2009، أكد الخطيب قدرة اللغة العربية على مواكبة المستجدات العصرية والتكنولوجية، لكن ذلك لن يتأتى إلا بدعم الحكومات العربية التي أصبحت تهتم باللغات الأجنبية على حساب لغة أوطانها. وعن رأيه في الترجمة الآلية، أكد الخطيب أنها تخطو خطوات مذهلة، مستفيدين من اهتمام الغرب بالتعرف على اللغة العربية بعد هجمات 11 سبتمبر، وما تبعه من إنشاء مراكز الترجمة، وارتفاع راتب المترجم العربي بالغرب، وإنشاء المعاجم الآلية.
حسام الخطيب هو أستاذ وزير الثقافة السوري السابق رياض نعسان آغا. وكان قد عمل مدرسًا في جامعة كامبردج من 1967 إلى 1969

## الدرجات العلمية
- دبلوم في الصحافة 1950.
- مجاز في اللغة العربية وآدابها، جامعة دمشق، 1954.
- دبلوم الاختصاص في التربية، جامعة دمشق، 1955.
- مجاز في اللغة الإنكليزية وآدابها، جامعة دمشق، 1959.
- دكتوراه في الآداب (مقارن عربي- أوروبي)، جامعة كامبردج، 1969.

## الاهتمامات العلمية
الأدب المقارن، النقد الأدبي، الأدب العربي الحديث، الترجمة والترجمة الآلية، الثقافة وقضاياها، اللغة العربية، قضايا تربوية، اهتمام خاص بالأدب العربي الفلسطيني والقضية الفلسطينية.

## مؤلفاته وآثاره
صدر لحسام الخطيب أكثر من 30 كتابًا، وعشرات الأبحاث والدراسات والمقالات المنشورة:
- الوافي في الأدب العربي الحديث (مع جودت الركابي وعبد الكريم إسماعيل)، مكتبة أطلس، دمشق، 1961
- في التجربة الثورية الفلسطينية، وزارة الثقافة السورية، دمشق، 1972
- الأدب الأوروبي: تطوره ونشأة مذاهبه، مكتبة أطلس، دمشق، 1972
- أبحاث نقدية ومقارنة، دار الفكر، دمشق، 1973
- سبل المؤثرات الأجنبية وأشكالها في القصة السورية الحديثة، معهد البحوث والدراسات العربية، القاهرة، 1973
- الرواية السورية في مرحلة النهوض، معهد البحوث والدراسات العربية، القاهرة، 1974
- محاضرات في تطور الأدب الأوروبي ونشأة مذاهبة واتجاهاته النقدية، (نشر شخصي)، دمشق، 1975
- ملامح في الأدب والثقافة واللغة، وزارة الثقافة السورية، دمشق، 1977
- القدس - دمشق - القدس، اتحاد الكتاب العرب، دمشق، 1981
- القصة القصيرة في سورية: تضاريس وانعطافات، وزارة الثقافة السورية، دمشق، 1982[15]
- الأدب المقارن نظرية وتطبيقًا (جزءان)، جامعة دمشق، دمشق، 1983
- الثقافة والتربية في خط المواجهة، وزارة الثقافة السورية، دمشق، 1983
- روايات تحت المجهر، اتحاد الكتاب العرب، دمشق، 1983[16]
- تاريخ علم الأدب عند الإفرنج والعرب وفيكتور هوكو (تحرير وتقديم حسام الخطيب وتأليف روحي الخالدي)، اتحاد الكتاب الفلسطينيين، دمشق، 1984
- فؤاد الشايب - المؤلفات الكاملة (4 مجلدات، مع عبد السلام العجيلي وعيسى فتوح)، وزارة الثقافة السورية، دمشق، 1984-1990
- روحي الخالدي رائد الأدب المقارن، دار الكرمل، عمان، 1985
- اللغة العربية لغير المختصين (مع عبد النبي اصطيف وسليمان محمد أحمد وفهد عكام وجمال شحيد)، منشورات جامعة حلب، حلب، 1986
- مشروع الأنموذج المقترح لخطة تدريس اللغة العربية وآدابها في الدرجة الجامعية الأولى في الوطن العربي (مع عبد النبي اصطيف ومازن مبارك)، المركز العربي لبحوث التعليم العالي، دمشق، 1986
- ظلال فلسطينية في التجربة الأدبية، دار الأهالي، دمشق، 1990
- آفاق الأدب المقارن عربيًا وعالميًا، دار الفكر ودار الفكر المعاصر، دمشق - بيروت، 1992[17]
- اللغة العربية - إضاءة عصرية، الهيئة المصرية العامة للكتاب، القاهرة، 1995[18]
- حركة الترجمة الفلسطينية: دراسة وببليوغرافيا، المؤسسة العربية للدراسات والنشر، بيروت - عمان، 1995
- النقد الأدبي في الوطن الفلسطيني والشتات، المؤسسة العربية للدراسات والنشر، بيروت - عمان، 1996
- الأدب والتكنولوجيا وجسر النص المفرع، المكتب العربي للتنسيق والترجمة والنشر، دمشق - الدوحة، 1996
- المنهل في الأدب العربي، جامعة قطر، الدوحة، 1996
- القصة القصيرة في سورية: نصوص وارتيادات، دار علاء الدين، دمشق، 1998[19]
- الترجمة في قطر: الواقع ومؤشرات المستقبل، المجلس الوطني للثقافة والفنون والتراث، الدوحة، 2000
- آفاق الإبداع ومرجعيته في عصر المعلوماتية (مع رمضان بسطاويسي محمد)، سلسلة حوارا القرن الجديد - دار الفكر المعاصر، دمشق - بيروت، 2001
- الأدب المقارن من العالمية إلى العولمة، المجلس الوطني للثقافة، الدوحة، 2001[20]
- التعليم العالي في إسرائيل، مركز الوثائق والدراسات الإنسانية بجامعة قطر، الدوحة، 2003
- دور الجامعات العربية في تعزيز الهوية العربية (تحرير وإعداد)، وقائع المؤتمر العلمي المصاحب لمجلس اتحاد الجامعات العربية السادس والثلاثين - جامعة قطر، الدوحة، 2004
- الأدب العربي المقارن وصبوة العالمية، المجلس الوطني للثقافة، الدوحة، 2005

## ترجماته
ترجم الخطيب بعض المؤلفات عن اللغة الإنجليزية:
- عصارة الأيام، سمرست موم، وزارة الثقافة السورية، دمشق، 1964
- العالم الثالث، بيتر ورسلي، وزارة الثقافة السورية، دمشق، 1968
- في انتظار غودو، سامويل بيكت، وزارة الثقافة السورية، دمشق، 1968
- نظرية الأدب، رينيه ولك واوستن وارين، المجلس الأعلى للآداب، دمشق، 1972

إضافة إلى:
- ترجمات وإعداد لليونسكو (ولا سيما ما يتعلق بحقوق المرأة)، الدوحة - خبير يونسكو
- إشراف ومراجعة لمنشورات مركز الترجمة، وزارة الثقافة والفنون والتراث، الدوحة
- دراسات ميدانية ومشروعات عامة بتكليف من اليونسكو وأليكسو ووزارة التعليم بدمشق
- تشكيل الثقافة، جوزيف سليد، مجلة نزوي، العدد 59[22]

## جوائز ومنح وتكريم
- وسام نجمة الشرف، قلده إياها رئيس دولة فلسطين محمود عباس - 2015[9]
- حائز جائزة الملك فيصل العالمية في مجال الأدب العربي، الرياض 2002
- كتاب تكريمي: «من الصمت إلى الصوت»، تحرير محمد شاهين، إسهام إدورد سعد وآخرين، دار الغرب الإسلامي، بيروت 2000
- منحة فولبرايت الأمريكية للبحث العلمي، جامعة إنديانا 1987-1988
- شهادات تقدير متفرقة من مؤسسات عربية أكاديمية وثقافية
- وسام النهضة الأردني، عمان 1976

## وفاته
توفي حسام الخطيب في العاصمة القطرية الدوحة، يوم الأربعاء 22 ربيع الآخر 1444هـ الموافق 16 نوفمبر (تشرين الثاني) 2022، قبل وقت قصير من بدء منافسات كأس العالم 2022. ونعاه وزير الثقافة الفلسطيني عاطف أبو سيف قائلًا: «ترك إرثا أدبيًّا كبيرًا من تراجم ونقد ودراسات ليظل إبداعه راسخًا بين الأجيال ويظل شاهدًا على دوره في الحياة الثقافية».

## روابط خارجية
- الناقد الفلسطيني الدكتور حسام الخطيب أولويات المثقف العربي هي أن يحسن ثقافته الوطنية الخاصة
- الأديب الفلسطيني حسام الخطيب يزور بلدته طبريا
- حسام الخطيب
- السيد الرئيس محمود عباس يقلد الكاتب والناقد الدكتور حسام الخطيب وسام نجمة الشرف